# Cooper Roth
Cooper Roth (Manhattan Beach, 27 settembre 2000) è un attore statunitense.

## Biografia
Nato a Manhattan Beach, California, maggiore di due fratelli, Roth ha maturato la passione per la recitazione già all'età di quattro anni, iscrivendoci a vari club teatrali scolastici e non. Successivamente ha mosso i primi passi nel mondo dello spettacolo nel 2013 comparendo come guest star in un episodio di Buona fortuna Charlie e doppiando uno dei protagonisti del film d'animazione Supercuccioli - I veri supereroi; per poi ottenere la parte di David Slingbaugh in Back in the Game.

## Filmografia

### Cinema
- Cooties, regia di Jonathan Milott e Cary Murnion (2014)
- Viaggio verso la libertà (The Road Within), regia di Gren Wells (2014)

### Televisione
- Buona fortuna Charlie – serie TV, episodio 4x09 (2013)
- Back in the Game – serie TV, 13 episodi (2013-2014)
- The Goldbergs – serie TV, 2 episodi (2014)
- True Detective – serie TV, 2 episodi (2015)
- The Middle – serie TV, episodio 8x13 (2017)
- The Gifted – serie TV, episodio 1x03 (2017)
- Unsolved – serie TV, 4 episodi (2018)
- Cake – serie TV, episodio 1x06 (2019)

## Doppiatori italiani
Nelle versioni in italiano delle opere in cui ha recitato, Cooper Roth è stato doppiato da:
- Niccolò Guidi in The Goldbergs
- Francesco Ferri in Unsolved